# Ortwin Runde
Ortwin Runde (ur. 12 lutego 1944 w Elblągu) – niemiecki polityk, urzędnik i samorządowiec, działacz Socjaldemokratycznej Partii Niemiec, senator w administracji miejskiej Hamburga, w latach 1997–2001 burmistrz tego miasta, deputowany do Bundestagu.

## Życiorys
W 1964 zdał egzamin maturalny w Aurich. Studiował socjologię i ekonomię na Westfalskim Uniwersytecie Wilhelma w Münsterze oraz na Uniwersytecie Hamburskim. Dyplom z socjologii uzyskał na drugiej z tych uczelni w 1969. Od 1970 pracował w administracji Wolnego i Hanzeatyckiego Miasta Hamburga. Od 1978 kierował urzędem do spraw mieszkalnictwa, a od 1981 departamentem do spraw społecznych.
W 1968 dołączył do Socjaldemokratycznej Partii Niemiec. Był członkiem zarządu krajowego socjaldemokratycznej młodzieżówki Jusos. W latach 1978–1983 pełnił funkcję wiceprzewodniczącego hamburskiej SPD, następnie do 1988 stał na czele tego ugrupowania w landzie. Od 1974 wybierany na posła do Hamburgische Bürgerschaft. W latach 1988–1993 był senatorem do spraw społecznych, pracy i zdrowia, następnie do 1997 pełnił funkcję senatora do spraw finansów. Od 1997 do 2001 sprawował urząd burmistrza Hamburga.
W latach 2002–2009 przez dwie kadencje sprawował mandat posła do Bundestagu.